# Oscar Emil Meyer
Oskar Emil Meyer (Varel, Ducado de Oldemburgo, 15 de outubro de 1834 — Wrocław, 21 de abril de 1909) foi um físico alemão.
Irmão do químico Lothar Meyer. Pai do jurista Herbert Meyer, do historiador Arnold Oskar Meyer e do geólogo e escritor Oskar Erich Meyer.
Obteve o doutorado em 1860 na Universidade de Königsberg, orientado por Franz Ernst Neumann, com a tese De mutua duorum fluidorum frictione.
Meyer foi Privatdozent na Universidade de Gotinga, de 1862 a 1864, e após sua habilitação em 1866 (De gasorum theoria) foi professor na Universidade de Wrocław, onde permaneceu até morrer.
Trabalhou principalmente com atrito em líquidos e gases, dínamos e o campo magnético terrestre na Silésia.

## Obras
- Kinetische Theorie der Gase. Breslau 1877 (2. Aufl. 1899)